# أرنو تاوش
أرنو تاوش (Arno Tausch)
عالم سياسة نمساوي.

## حياته
ولد أرنو تاوش في مدينة سالزبورغ في نمسا في فيبراير 1951. وحصل علی دكتوراته بجامعة سالزبورغ سنة 1976.
وهو متزوج منذ 1978 وله ثلاث بنات كبيرات.

## مساهماته
إنّ تاوش معروف بمساهماته في نظرية المنظومات العالمية ودراسات التنمية ونظرية التبعية والدراسات الأوروبية في إطار علاقات المركز والأطراف إضافة إلى الدراسات التجريبية المبنية على التحليل الكمي.
ساهم تاوش بنشاط في حركة التحرير اللاهوتي والحوار العالمي بين الديانات الكبرى. وقدم أبحاثه في مجال التأثيرات الكمية للعولمة على الأنظمة الاجتماعية، بل إن الدكتور تاوش يعتبر من بين رواد ومؤسسي مدرسة التحليل الكمي التجريبي في العلوم الاجتماعية.وقد نشر بحوثه في العديد من المجلات المختصة سواء في بلده، النمسا، أو خارجه. مثل: داز جوديش ايكو Das Jüdische Echo، وهو عضو في مجلس تحرير المركز الاجنتيني للدراسات الدولية Centro Argentino de Estudios Internacionales وانتلكويا، Entelequia، وريفيستا انتديسيبلينار Revista Interdisciplinar في جامعة كاديكس بإسبانيا، والمجلة الأوروبية للدراسات European Research Studies Journalبأثينا، وألماناخ التاريخ والرياضيات "History & Mathematics" Almanac ومجلة دراسات العولمة the Journal of Globalization Studiesفي موسكو. وهو كذلك عضو شرفي في «دراسات الشرق الأوسط».

## صفته الأكاديمية
تلقى تاوش شهادة الدكتوراه في العلوم السياسية من جامعة سالزبورغ في 1976، وتلقى تأهيله من جامعة إنسبروك. ترأس لجنة التأهيل الأستاذ انتون بيلينكا. وحضر كعضوين خارجيين يولريخ البريخت ووينفرد روهريه. وقد زكاه من الخارج كذلك كارل دويتش من جامعة هارفرد. وتاوش حاليا أستاذ مساعد للعلوم السياسية في جامعة إنسبروك. وقد عمل كذلك كأستاذ زائر لقسم العلوم السياسية في جامعة هاواي - مانوا، وكباحث زائر في المعهد الدولي للابحاث الاجتماعية المقارنة بغرب برلين WZB - Social Science Research Center Berlin.

## الحياة العامة
عمل تاوش كدبلوماسي نمساوي خارج بلده من 1992 إلى 1999، بصفة ملحق لشؤون الهجرة والعمل. ثم عين بعد ذلك برتبة مستشار لشؤون الهجرة والعمل.

## أعماله العلمية
بداية من السبعينات، قام تاوش بأبحاث ريادية مع أوتمار هول (Otmar Höll) وكونيبرت رافر (Kunibert Raffer) في النمسا في مجال دراسات الأنظمة العالمية والتبعية. ومنذ أواخر السبعينات شرع باحثون مثل فولكر بورنشير (Volker Bornschier) وديتر سنغاس Dieter Senghaas في الإشارة إلى أعماله كمراجع في ميدان التحليلات الكمية. وقد حصل على اعتراف دولي بهذه الأهمية لدى صدور الكتاب الذي ألفه مع أوتمار هول Otmar Höll بعنوان: النمسا ودائرة الأطراف في أوروبا Austria and the European Periphery سنة 1980.
والكتاب الذي كان له أكبر التأثير يحمل عنوان: النظرية الاجتماعية الليبرالية للتنمية العالمية the Socio-Liberal Theory of World Development الذي صدر سنة 1993. وفيه يحلل بالإحالة إلى الاختبار الكمي، الأهمية العابرة للحدود لبرامج الإصلاح الاجتماعي الليبرالي الذي طرحه السوسيوديمقراطيون في أوروبا خلال العشرينات من القرن الماضي. في عام 1998، منحت الجمعية الأمريكية للمكتبات الجامعية والبحثية صفة «أحد أفضل الكتب الأكاديمية» في الفترة 98ـ1993 لكتاب تاوش Towards a Socio-Liberal Theory of World Development. فأساسه هو دراسات القياس السياسي politometric studies لأنماط التنمية في العالم منذ 1960.
خلال الثمانينات وبداية التسعينات تعاون تاوش في أبحاثه مع عالم الاقتصاد السياسي الأسترالي تيد ويلرايت Ted Wheelwrightوالباحث السويدي في شؤون التنمية والسلام بيورن هيتن Björn Hettne والباحث التنموي البولندي زبينيو بابليفسكي Zbigniew Bablewski والباحث السياسي والتنموي الفنلندي كيمو كيلجونين Kimmo Kiljunen ، وذلك في اطار الجمعية الأوروبية لمعاهد أبحاث التنمية والتدريب European Association of Development Research and Training Institutes (EADI)، كمجموعة عمل حول نظرية التنمية. وقد شملت نتائج هذا العمل «الدراسة الجامعية للأمم المتحدة» The United Nations University study 1989.
في مجال الأبحاث المتعلقة بالسلام والتنمية، كان تاوش أحد أوائل المؤلفين الذين قدموا تقييما متشككا عن سياق البيريسترويكا والتحويل، وقد تكهن في «الناعورة الروسية» Russlands Tretmühle بعودة التشدد إلى النظام الروسي.
إن كتاباته بعد انخراطه في الوظيفة السياسية في 1992، يتعلق بتحليل السياسة الاجتماعية والهجرة في أوروبا الجديدة المتسعة بعد علاج الصدمات الذي شهدته المنطقة.
بعد عودته إلى فيينا من عمله الدبلوماسي في بولندا، اهتم تاوش خاصة بتحليل التناقضات في سياق التوسيع الأوروبي، بما في ذلك المظاهر العابرة للحدود لمسألة إصلاح المعاشات، والنقاش الذي لا نهاية له حول الإسلام والتنمية. وكباحث في الأنظمة العالمية، فقد حرر أو شارك في تأليف أعمال شملت كتابات باحثين مثل سمير أمين، كريستوفر شيز دون، أندريه غندر فرانك، عيمانويل والرشتين.
في السنين العشرة الأخيرة، ساهم بأعماله في النقاش حول الإسلاموفوبيا.وبعد عام 2000 سيطر هذا الهم على كتاباته، مؤكدا خاصة على معارضته للسلفية في تشويهها للعقيدة الإسلامية، ومعارضته للخوف من الإسلام- الإسلاموفوبيا - في نفس الوقت. وقد كان تاوش من أوائل الكتاب الذين درسوا الوجوه الكمية لفقر المسلمين في أوروبا.
وفي مجال التأليف تعاون تاوش فيما بعد بالخصوص مع عالم الاقتصاد البريطاني سيد منسوب مرشد. وقد كان لأعماله الخاصة بالعلاقات بين الإسلام وانماط التنمية التي تناقض تماما ما ذهب إليه صمويل ب. هانتنغتون الصدى الطيب في العالم الإسلامي، وقد اعتنت بكل البلدان التي توفرت عنها المعلومات.
وقد رحب الباحثان في العلوم السياسية التركيان بولنت آراس وسوات كينيكليوغلو Bulent Aras and Suat Kiniklioglu بتحليلات تاوش الكمية في أهم مجلتين بحثيتين في تركيا: ألترناتيف Alternativesوالمجلة التركية للعلاقات الدولية.
وكان آخر الفصول في أعمال تاوش عن الإسلام والتنمية هو التحليل النسقي لمعطيات التحقيق العالمي حول القيم World Values Survey والتحقيق الاجتماعي الأوروبي European Social Survey، وقد انتهى فيه إلى نتائج مناقضة للنظريات السلبية والتشاؤمية التي تحذر من هجرة المسلمين واستقرارهم في أوروبا. حيث أكد على أهمية الإدماج في اطار ما سماه تاوش فتح «آفاق سياق لشبونة للأقليات الإسلامية في أوروبا». وفيما يهم سياق لشبونة، ودمج المسلمين في أوروبا، فقد تعاون تاوش تعاونا وثيقا مع عالم الاقتصاد المسلم ألماس هشماتي، وباحث العلوم الاجتماعية هشام القروي.
إن كتاباته الأخيرة حول إصلاح المعاشات تقع تحت تأثير فرانكو موديغلياني وروبرت هولزمان مدير قسم الحماية الاجتماعية في البنك العالمي. وقد شارك كذلك في المؤلف التذكاري المهدى إلى مرشح جائزة نوبل للاقتصاد، فرانكو موديغلياني.
وقد تم الاعتراف بعمله على نطاق واسع في المجلات الأكاديمية العالمية في العالم الإسلامي، بما في ذلك "البدائل. المجلة التركية للعلاقات الدولية" و"مجلة بوغازيجي للاقتصاد". كما شارك تاوش في النقاش حول "الكالفينية الإسلامية"، أي بقاء قيم العمل والأمانة في العالم الإسلامي.

## مقالات تكريماً لأرنو تاوش نشرتها سبرينغر-ناتشر فيرلاغ
Segell, Glen & Segell, Glen, (editor.) (2023). Development, Globalization, Global Values, and Security : Essays in Honor of Arno Tausch (First edition). Springer, Cham, Switzerland; 
وغيرها: Hafez, F. (2023). Tausch and Political Controversies in Austrian Media: “Political Islam” in the Austrian Debate. In: Segell, G. (eds) Development, Globalization, Global Values, and Security. Springer, Cham. https://doi.org/10.1007/978-3-031-24513-8_12

## وصلات خارجية
- Tausch homepage at Academia.Edu
- Tausch homepage at ResearchGate

- Tausch entry at ORCID*